# Tragia tabulaemontana
Tragia tabulaemontana là một loài thực vật có hoa trong họ Đại kích. Loài này được Gillespie miêu tả khoa học đầu tiên năm 1994.